# Argumento de la succión financiera
El argumento de la succión financiera (en inglés "dutch book" o "lock"; en francés "argument du pari hollandais") es un conjunto de apuestas que garantiza una ganancia, independientemente del resultado del juego. Está asociado con la probabilidad de apuestas que no son coherentes.
En economía, un dutch book suele referirse a una secuencia de transacciones que, en caso de realizarse, dejan a una parte peor y a otra mejor. Los presupuestos clásicos de la "teoría del consumo" excluyen la posibilidad de que alguien sea víctima del argumento de la succión financiera.

## Apuestas
Por ejemplo, supongamos que un corredor de apuestas propone determinados premios que atraen ciertas apuestas que hacen el resultado irrelevante, la probabilidad sumando más de 1.
| Número de caballo | Premio propuesto: | Cantidad pagada: | Probabilidad implicada: |
| ----------------- | ----------------- | ---------------- | ----------------------- |
| 1                 | 1 a 1             | 100              | 0.5                     |
| 2                 | 3 a 1 contra      | 50               | 0.25                    |
| 3                 | 4 a 1 contra      | 40               | 0.2                     |
| 4                 | 9 a 1 contra      | 20               | 0.1                     |
| Total             |                   | 210              | 1.05                    |

En este caso, sea cual sea el caballo que gane, el corredor de apuestas desembolsará 200 (incluyendo al regresar la cantidad apostada) y, por lo tanto, obtiene una ganancia de 10.
Si, por alguna razón, el caballo 4 es retirado y el corredor de apuestas es tan suicida que no ajusta las otras apuestas, las probabilidades implicadas suman 0.95 y un apostador puede asegurarse una ganancia de 10, apostando 100, 50 y 40 en los tres caballos restantes.
Otros argumentos de succión financiera existen cuando apuestas incoherentes son lanzadas en juegos especiales como adivinar el orden en que los caballos terminarán. Con apuestas fijas propuestas electrónicamente, ciertos apostadores pueden asegurarse ganancias al seleccionar las mejores propuestas de diversos corredores de apuestas, mediante una operación de arbitraje. Los corredores de apuestas tienen entonces que corregir sus propuestas iniciales de premios, para eliminar la succión financiera.
En probabilidad bayesiana, Frank P. Ramsey y Bruno de Finetti exigen grados personales de creencia coherentes para que un argumento de succión financiera no sea aplicado a una persona, independientemente de las apuestas que haga. Condiciones necesarias y suficientes para lograrlo son que sus grados de creencia satisfagan los axiomas de la teoría de probabilidades.

## Economía
En economía, el ejemplo clásico es una situación en la cual un consumidor X puede ser víctima de una succión financiera si tiene preferencias intransitivas. Imaginemos que para este consumidor A es preferible a B, que B es preferido a C y que C es preferido a A. Luego, supóngase que alguien más en la población, Y, tiene uno de estos bienes. Si Y tiene el bien A puede venderlo a X a cambio de B + ε; luego puede venderle B a X a cambio de C + ε; luego venderle C a X a cambio de A + ε, donde ε es una pequeña cantidad. Luego de esta serie de transacciones, X ha dado 3·ε a Y a cambio de nada. Y habrá explotado una oportunidad de arbitraje, aprovechándose de las preferencias intransitivas de X.
Los economistas suelen argumentar que gente con preferencias como X perderían sus bienes en el mercado. Sin embargo, si las personas tienen preferencias intransitivas sofisticadas o si ε se aproxima a 0 por la competencia, estas preferencias no estándar podrían ser observadas en el mercado.